# Championnats de Granby 2024
Il Championnats de Granby 2024 è stato un torneo di tennis professionistico maschile e femminile. È stata la 29ª edizione per gli uomini, facente parte della categoria Challenger 75 dell'ATP Challenger Tour 2024, con un montepremi di 82 000 $. È stata la 12ª edizione del torneo per le donne, facente parte della categoria W75 nell'ambito dell'ITF Women's World Tennis Tour 2024, con un montepremi di 60 000 $. Entrambi si sono giocati dal 15 al 21 luglio 2024 sui campi in cemento del Club de tennis des Loisirs de Granby di Granby in Canada.

## Partecipanti

### Teste di serie
| Nazionalità | Giocatore         | Ranking* | Testa di serie |
| ----------- | ----------------- | -------- | -------------- |
| Australia   | Adam Walton       | 101      | 1              |
| Francia     | Térence Atmane    | 131      | 2              |
| Francia     | Benjamin Bonzi    | 150      | 3              |
| Canada      | Alexis Galarneau  | 169      | 4              |
| Francia     | Hugo Grenier      | 183      | 5              |
| Cina        | Bu Yunchaokete    | 197      | 6              |
| Giappone    | Yasutaka Uchiyama | 203      | 7              |
| Stati Uniti | Tristan Boyer     | 208      | 8              |

* Ranking al 1º luglio 2024.

### Altri partecipanti
I seguenti giocatori hanno ricevuto una wild card per il tabellone principale:
- Taha Baadi
- Justin Boulais
- Vasek Pospisil

I seguenti giocatori sono entrati in tabellone come alternate:
- Andrés Andrade
- Blaise Bicknell

I seguenti giocatori sono passati dalle qualificazioni:
- Rio Noguchi
- Patrick Maloney
- Bruno Kuzuhara
- Kaichi Uchida
- Cleeve Harper
- Stefan Kozlov

## Campioni

### Singolare maschile
Bu Yunchaokete ha sconfitto in finale  Térence Atmane con il punteggio di 6–3, 6(7)–7, 6–4.

### Singolare femminile
Maria Mateas ha sconfitto in finale  Kayla Cross con il punteggio di 6–3, 7–6(3).

### Doppio maschile
Andrés Andrade /  Mac Kiger hanno sconfitto in finale  Justin Boulais /  Joshua Lapadat con il punteggio di 3–6, 6–3, [10–2].

### Doppio femminile
Ariana Arseneault /  Mia Kupres hanno sconfitto in finale  Liang En-shuo /  Park So-hyun con il punteggio di 6–4, 2–6, [10–6].